# 조앙 (위장)
조앙(趙昂, ? ~ 219년?)은 중국 후한 말의 정치가로, 자는 위장(偉章, 偉璋)이며 옹주(雍州) 천수군(天水郡) 사람이다.

## 사적
젊어서는 동향 양부(楊阜) · 윤봉(尹奉)과 함께 명성이 있었고, 함께 양주종사(凉州從事)가 되었다. 강도령(羌道令)을 역임했다.
건안(建安) 17년(212년), 마초(馬超)가 동관 전투에서 패주한 후 강(羌) 등 서융(西戎)의 지지를 바탕으로 세력을 재건하여 농상으로 쳐들어오자, 기(冀)를 제외한 모든 군현이 마초에게 호응했고, 주와 군의 지방관리들은 기성에서 농성하며 마초와 싸웠다. 그러나 여덟 달 동안 포위를 당하고도 구원군이 오지 않자 양주자사(凉州刺史) 위강(韋康)은 백성들과 관리들이 다치는 것을 불쌍히 여겨 항복을 고려했고, 조앙의 간언을 받아들이지 않고 결국 마초와 강화를 맺고 성문을 열어 항복했다.
그러나 마초는 화의를 깨고 위강 등 지방 관리들을 도륙했으며, 조앙은 마초에게 겁박되어 아들 조월(趙月)이 볼모로 잡혔으나 아내 왕이의 모략으로 마초의 신뢰를 얻어 등용될 수 있었다. 후에 양부가 외형 강서(姜敍)와 함께 마초를 치기로 계획하고 조앙 · 윤봉 등에게 사람을 보냈으며 이들은 모두 양부의 모략에 참여했다. 조앙은 윤봉과 함께 기산을 지켰고, 강서는 양부와 함께 노성에서 거병하였으며, 마초가 강서를 치러 나간 사이 양관(梁寬) · 조구(趙衢) 등이 기성을 점거하고 마초의 처자를 도륙하였다. 마초는 일단 한중으로 달아났다가 장로(張魯)의 병사를 얻어 돌아와 기산을 포위하기를 30여일 간 했으나, 조앙 · 윤봉 등은 하후연(夏侯淵)이 보낸 원군이 올 때까지 버텨냈다. 마초는 원군이 오자 달아나면서 조월을 죽였다.
시기는 불명확하나, 익주자사(益州刺史)를 역임했다. 건안 24년(219년) 유비(劉備)가 한중을 쳐 하후연과 익주자사 조옹(趙顒) 등을 죽였는데, 이 조옹은 조앙으로 여겨진다.

## 가족 관계
- 조앙
- 왕이 (아내)
  - 조월 (아들)
  - 조영 (딸)

## 같이 보기
- 삼국지 인물 목록